# 465 (numero)
Quattrocentosessantacinque (465) è il numero naturale dopo il 464 e prima del 466.

## Proprietà matematiche
- È un numero dispari.
- È un numero composto.
- È un numero difettivo.
- È un numero triangolare.
- È un numero di Harshad nel sistema numerico decimale, cioè è divisibile per la somma delle sue cifre.
- È un numero sfenico.
- È un numero palindromo nel sistema numerico esadecimale e nel sistema di numerazione posizionale a base 11 (393).
- È un numero congruente.
- È un termine della successione di Padovan.
- È parte delle terne pitagoriche (248, 465, 527), (279, 372, 465), (368, 465, 593), (465, 620, 775), (465, 1116, 1209), (465, 1404, 1479), (465, 2380, 2425), (465, 3472, 3503), (465, 4312, 4337), (465, 7200, 7215), (465, 12008, 12017), (465, 21620, 21625), (465, 36036, 36039), (465, 108112, 108113).

## Astronomia
- 465P/Hill è una cometa periodica del sistema solare.
- 465 Alekto è un asteroide della fascia principale.
- NGC 465 è una ammasso aperto della costellazione del Tucano.  (Appartenente alla Piccola Nube di Magellano).

## Astronautica
- Cosmos 465 è un satellite artificiale russo.